# Espèce quasi menacée
Pour les articles homonymes, voir NT.

Symbole « quasi menacé » de la liste rouge de l'UICN.

En biologie et en écologie, une espèce quasi menacée (en anglais near threatened, abrégé NT) est une espèce proche du seuil des espèces menacées ou qui pourrait être menacée si des mesures de conservation spécifiques n'étaient pas prises. Il s'agit notamment d'un des statuts utilisés par la liste rouge de l'UICN.